# Haggeher

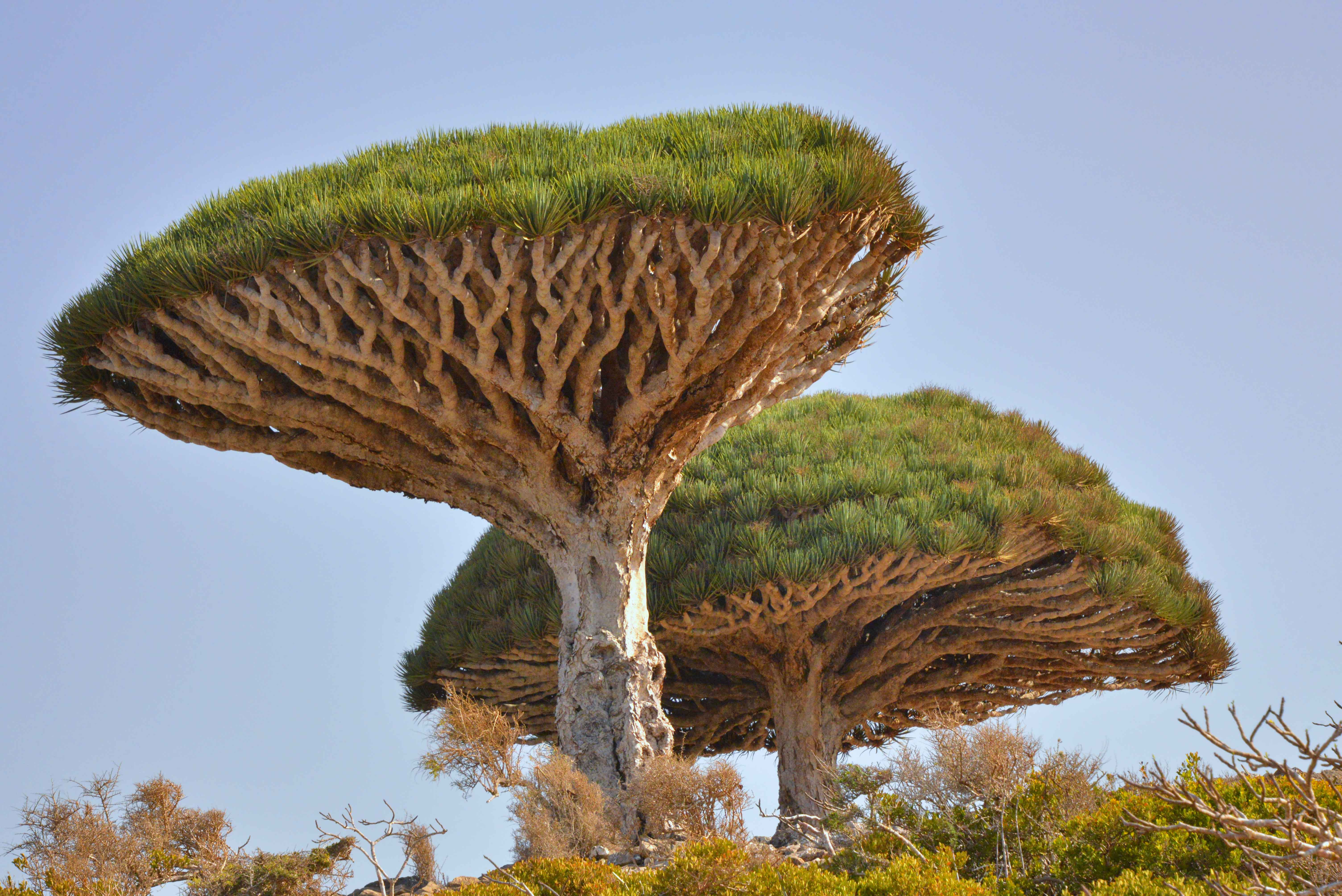
Dracaena cinnabari en la isla de Socotra

Haggeher o Hajhir son montañas que se elevan a 1.500 metros sobre el nivel del mar, en la isla más grande del archipiélago del mismo nombre, Socotra que se encuentra aproximadamente a 320 kilómetros  de la costa de Asia continental de Yemen.
Las nubes y nieblas proporcionan la principal fuente de humedad para el punto de mayor diversidad biológica de Socotra. La lluvia es mínima en la isla, y las tierras bajas alrededor del perímetro son calurosas y secas. 
El clima de Socotra está influenciado por el monzón del Océano Índico. Un estudio de 2010 examinó la relación entre los vientos del monzón, la formación de nubes y la humedad disponible en Socotra. El uso de cerca de 150 imágenes de satélite que cubren un periodo de 40 años-así como los registros meteorológicos, climáticos de conocimiento local, y la colección de niebla en las redes de los investigadores identificaron configuraciones de nubes mensuales. Las imágenes de satélite muestran nubes predominantes sobre el tercio oriental de la isla en enero. La cubierta de nubes en febrero es menos consistente, pero en general tiene nubes dispersas concentrados a lo largo de la costa sur. De octubre a febrero, un viento fresco desde el norte trae las lluvias, a veces cubriendo la parte norte de las Montañas Hajhir. Durante esta época del año, las nubes pueden cubrir la región, la producción de niebla, llovizna, y precipitaciones.  Como consecuencia, las montañas son el hogar de más de 100 de las especies autóctonas de Socotra, y más de 50 especies están confinadas solo a esta región montañosa.
Una especie que aparentemente crece en las montañas de Hajhir es el árbol de sangre de dragón (Dracaena cinnabari). Considerado el símbolo de la isla, se ve un poco como un paraguas arruinado por el viento, pero el árbol utiliza sus ramas hacia arriba para recoger la humedad de la niebla.